# Torre piezometrica dell'Eur
La torre piezometrica dell'Eur è un serbatoio idrico di Roma che serve le esigenze di approvvigionamento di acqua non potabile del quartiere dell'EUR.
Il serbatoio, di tipo piezometrico, si trova nelle immediate vicinanze del Palazzo dello Sport e fu realizzata nel 1957 da una collaborazione degli architetti Aldo Capozza, Sergio Martinelli e degli ingegneri Roberto Colosimo, Sergio Varisco.
Chiamato colloquialmente il Fungo, trova uno dei suoi più rilevanti utilizzi come fornitore dell'acqua della cascata sul lago artificiale dell'EUR, nonché dell'irrigazione dei prati circostanti al bacino e del rifornimento degli impianti idrici antincendio.
Alla sua sommità, a circa 50 m dal piano stradale, sorge un ristorante panoramico, dal quale è possibile osservare sia il centro cittadino che il litorale in prossimità di Fiumicino.

## Storia
La struttura venne costruita tra il 1957 ed il 1958 (in vista dei Giochi Olimpici che si sarebbero tenuti a Roma nel 1960) con lo scopo di provvedere all'approvvigionamento di acqua non potabile per l'innaffiamento dei vicini giardini dell'EUR. Il Fungo è stato progettato dagli ingegneri Roberto Colosimo e Varisco e l'architetto Martinelli.
Nel 1961 il tenore Mario Del Monaco volle realizzare un ristorante di lusso sulla sommità del serbatoio, al quattordicesimo piano: il ristorante fu progettato dall'architetto Lorenzo Monardo e venne inaugurato nel 1964. Venne inoltre costruito un bar al pianterreno.
Nel settembre del 1978 nel luogo avvenne un attentato di matrice politica: una bomba di tre chili di tritolo venne fatta esplodere, danneggiando il bar al pianterreno. Il motivo era dovuto al fatto che il bar era diventato il luogo di ritrovo dell'estrema destra romana. Il ristorante rimase così chiuso fino al 1991. Nel 1990 la famiglia di imprenditori Reggiani ristrutturò il Fungo, incluso il bar precedentemente danneggiato. I lavori di restauro vennero svolti dagli architetti Di Giuseppe, Lenci e Manzoni.
Un ulteriore restauro avvenne nel 2009 sotto la tutela di EUR S.p.A. per un costo di oltre un milione di euro.

## Nella cultura di massa
- Il Fungo appare in una scena del film L'eclisse di Michelangelo Antonioni del 1962.
- Il Fungo appare in una scena del film L'ultimo uomo della terra di Ubaldo Ragona e Sidney Salkow del 1964.[5]
- Nel ristorante panoramico è stata girata una scena del film Adulterio all'italiana di Pasquale Festa Campanile del 1966.[5]
- Nel ristorante si svolge un dialogo del film Romanzo di una strage (2012).
- Il Fungo appare in una scena del film La Scuola Cattolica di Stefano Mordini del 2021.